# East Ellijay
East Ellijay es un pueblo ubicado en el condado de Gilmer en el estado estadounidense de Georgia. En el censo de 2000, su población era de 707.

## Demografía
En el 2000 la renta per cápita promedia del hogar era de $35,875, y el ingreso promedio para una familia era de $38,594. El ingreso per cápita para la localidad era de $13,934. Los hombres tenían un ingreso per cápita de $20,341 contra $20,000 para las mujeres.

## Geografía
East Ellijay se encuentra ubicado en las coordenadas 34°41′5″N 84°28′21″O / 34.68472, -84.47250 (34.684668, -84.472434).
Según la Oficina del Censo, la localidad tiene un área total de 5,1 km² (2 mi²), de la cual 5,1 km² (2 mi²) es tierra y 0 km² (0 mi²) (0.00%) es agua.